# ساب ۳–۹
ساب ۳–۹ (انگلیسی: Saab 9-3) یک خودروی کامپکت شرکتی بود که توسط شرکت سوئدی ساب تولید می‌شد.